# Малая Цильна (река)
Малая Цильна (тат. Keçe Çınlı) — река в России, левый приток Цильны. Протекает в основном в Дрожжановском районе Татарстана, небольшие участки реки проходят в Буинском районе республики, Цильнинском районе Ульяновской области и эксклаве Шемуршинского района Чувашии.

## Описание
Длина реки 54 км, площадь водосборного бассейна 348 км². Исток в полях в 3 км к востоку от села Татарская Бездна Дрожжановского района. Общее направление течения — восточное. Впадает в Цильну у села Новосёлки Буинского района.
Основные притоки: левые — Пакерлы (длина 10 км), Угаба, правые — Убей, Сельпус.
Название реки связывается с тюркским нарицательным чиль — 'русло реки, небольшой овраг'.
Ход течения
От истока течёт на северо-восток через скопление сёл Чувашское Дрожжаное/Хайбулдино/Старое Дрожжаное (райцентр)/Новое Дрожжаное, между которыми впадает приток Сельпус (пр). Через несколько километров река принимает приток Пакерлы (лв), затем реку пересекает автодорога А151 «Цивильск — Ульяновск».
Ниже моста река становится извилистой. Протекает через Старое- и Новое Дуваново, Новые Шигали, Старый Убей и меняет направление течения на юго-восточное. Далее сразу за притоком Угаба (лв) расположено село Татарский Убей, за ним приток Убей (пр) и скопление сёл Убей/Малый Убей/Новый Убей.
Ниже река поворачивает на юго-восток-восток и протекает через эксклав Чувашии (посёлок Канаш), где принимает ручей Огонёк (пр). Река сразу попадает вновь в Дрожжановский район, течёт через село Малая Цильна, а чуть ниже — через Старое- и Чувашское Шаймурзино.
В низовьях река приближается к Цильне на расстояние 300 м, поворачивает на восток (далее на протяжении 7,5 км до устья течёт параллельно Цильне на расстоянии 400—900 м от неё) и оказывается на территории Ульяновской области. Затем входит на территорию Буинского района Татарстана, протекает мимо села Таковары и впадает в Цильну у села Новосёлки.
В бассейне также расположены сёла Алёшкин-Саплык, Татарский Саплык, Нижнеподлесные Шигали и другие.

## Гидрология
Река со значительным преобладанием снегового питания. Замерзает в середине ноября, половодье в первой декаде апреля. Средний расход воды в межень у устья — 0,12 м³/с.
Густота речной сети территории водосбора 0,31 км/км², лесов почти нет. Годовой сток в бассейне 90 мм, из них 80 мм приходится на весеннее половодье. Общая минерализация от 200 мг/л в половодье до 500 мг/л в межень.